# Brian Bennett

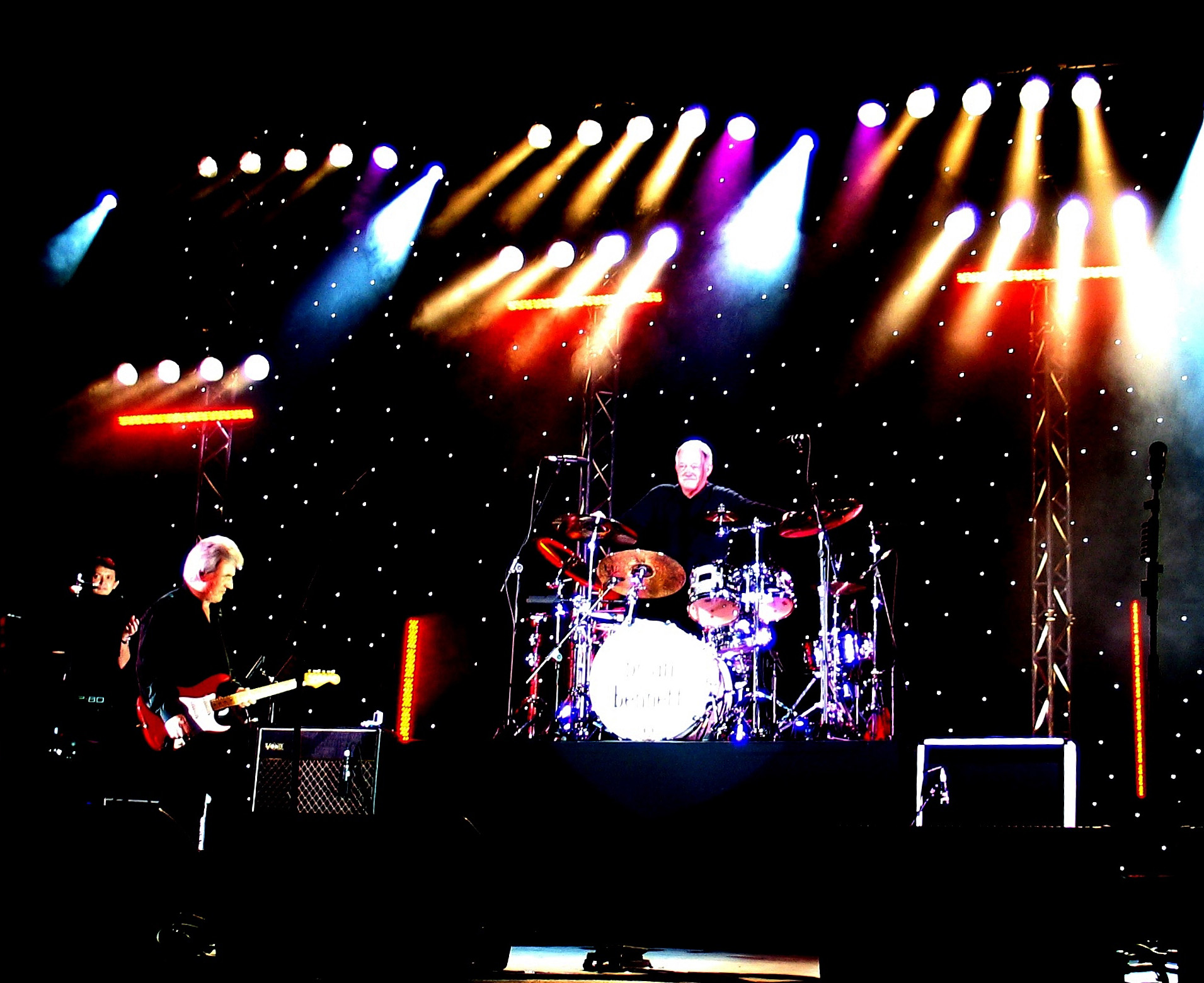
Brian Bennett, Bruce Welch y Warren Bennett en un concierto en Bruselas en 2005.

Brian Bennett (Palmers Green, Londres, Inglaterra, 9 de febrero de 1940) es un baterista, pianista, compositor y productor de música popular. Es más conocido como el baterista de la banda británica de rock and roll The Shadows.
Uno de sus trabajos como compositor es el álbum Voyage: A Journey Into Discoid Funk, editado en el año 1978.